# 含時微擾理論
在量子力學裏，含時微擾理論研究一個量子系統的含時微擾所產生的效應。這理論由狄拉克首先發展成功。由於系統的含微擾哈密頓量含時間，伴隨的能級與本徵態也含時間。所以，不同於不含時微擾理論，含時微擾理論解析問題的目標為：
- 給予初始量子態，求算某個可觀測量 {\displaystyle A} 的含時間期望值。
- 一個量子系統的含時間量子態，仍舊是這系統的不含時零微擾哈密頓量 {\displaystyle H_{0}} 的本徵態的線性組合。求算這系統的量子態處於某個本徵態的機率幅。

第一個結果的重要性是，它可以預測由實驗測量得到的答案。例如，思考一個氫原子的電子，其所在位置的 x-坐標的期望值 {\displaystyle \langle x\rangle } ，當乘以適當的係數後，給出這電子的含時間偏振。將一個恰當的微擾（例如，一個震盪的電位）作用於氫氣，應用含時微擾理論，我們可以計算出交流電的電容率。詳細內容，請參閱條目介電譜學 (dielectric spectroscopy) 。
第二個結果著眼於量子態處於每一個本徵態的機率。這機率與時間有關。在雷射物理學裏，假若我們知道這機率，我們就可以計算一個氣體，因為含時間電場的作用，處於某個量子態的機率密度函數。這機率也可以用來計算譜線的量子增寬 (quantum broadening) 。

## 導引
讓我們簡略的解釋，含時微擾理論的狄拉克表述，其背後的點子。先為零微擾系統選擇一個能量本徵態的正交基 {\displaystyle {|n\rangle }} 。這些本徵態與時間無關。
假若，在時間 {\displaystyle t=0} ，零微擾系統處於本徵態 {\displaystyle |j\rangle } 。那麼，隨著時間流逝，這系統的量子態可以表達為（採用薛丁格繪景：量子態隨著時間流逝而演化，而對應於可觀察量的算符則與時間無關）
{\displaystyle |j(t)\rangle =e^{-iE_{j}t/\hbar }|j\rangle } ；
其中，{\displaystyle E_{j}} 是本徵態 {\displaystyle |j\rangle } 的能級，{\displaystyle \hbar } 是約化普朗克常數。
現在，添加一個含時間的哈密頓量微擾 {\displaystyle V(t)} 。包括微擾系統在內的哈密頓量 {\displaystyle H} 是
{\displaystyle H=H_{0}+V(t)} 。(1)
標記 {\displaystyle |\psi (t)\rangle } 為含微擾系統在時間 {\displaystyle t} 的量子態。它遵守含時薛丁格方程式:
{\displaystyle H|\psi (t)\rangle =i\hbar {\frac {\partial }{\partial t}}|\psi (t)\rangle } 。(2)
在任何時間，量子態可以表達為本徵態的線性組合：
{\displaystyle |\psi (t)\rangle =\sum _{n}c_{n}(t)e^{-iE_{n}t/\hbar }|n\rangle } ；(3)
其中，{\displaystyle c_{n}(t)} 是複函數，稱為幅度。在這裏，我們顯性地表示出公式右手邊的相位因子 {\displaystyle e^{-iE_{n}t/\hbar }} 。這只是為了便利因素。並不會因此而失去一般性。
假若系統的初始量子態是 {\displaystyle |j\rangle } ，而又沒有微擾作用，則幅度會有很理想的性質：隨著時間的演化，
{\displaystyle c_{j}(t)=1} ，
{\displaystyle c_{n}(t)=0,\quad n\neq j} 。
回思公式 (3) ，幅度 {\displaystyle c_{n}(t)} 的絕對平方是 {\displaystyle |\psi (t)\rangle } 在時間 {\displaystyle t} 處於本徵態 {\displaystyle |n\rangle } 的機率：
{\displaystyle \left|c_{n}(t)\right|^{2}=\left|\langle n|\psi (t)\rangle \right|^{2}} 。
將公式 (1) 與 (3) 代入含時薛丁格方程式 (2) ，可以得到
{\displaystyle {\begin{aligned}\left[H_{0}+V(t)\right]\sum _{n}c_{n}(t)e^{-iE_{n}t/\hbar }|n\rangle &=i\hbar {\frac {\partial }{\partial t}}\left(\sum _{n}c_{n}(t)e^{-iE_{n}t/\hbar }|n\rangle \right)\\&=\sum _{n}\left(i\hbar {\frac {\partial c_{n}(t)}{\partial t}}+c_{n}(t)E_{n}\right)e^{-iE_{n}t/\hbar }|n\rangle \\\end{aligned}}}。
由於 {\displaystyle H_{0}|n\rangle =E_{n}|n\rangle } ，這公式左手邊的 {\displaystyle H_{0}} 項目於右手邊的 {\displaystyle E_{n}} 項目相抵銷。所以，
{\displaystyle \sum _{n}\left(i\hbar {\frac {\partial c_{n}(t)}{\partial t}}\right)e^{-iE_{n}t/\hbar }|n\rangle =\sum _{n}c_{n}(t)V(t)e^{-iE_{n}t/\hbar }|n\rangle } 。
將 {\displaystyle \langle m|} 內積於這公式兩邊，可以得到一組聯立的偏微分方程式：
{\displaystyle {\frac {\partial c_{m}}{\partial t}}={\frac {-i}{\hbar }}\sum _{n}\langle m|V(t)|n\rangle \,c_{n}(t)\,e^{-i(E_{n}-E_{m})t/\hbar }} 。
矩陣元素 {\displaystyle \langle m|V(t)|n\rangle } 的角色，影響到量子態的幅度改變的速率 {\displaystyle {\frac {\partial c_{m}}{\partial t}}} 。可是，注意到這遷移內中含有一個相位因子。經過一段超久於 {\displaystyle \hbar /(E_{n}-E_{m})} 的間隔時間，相位會轉繞很多圈次。
一直到此，我們尚未嘗試取近似值。所以，這一組偏微分方程式仍舊是精確的。通過給予初始值 {\displaystyle c_{n}(0)} ，原則上，我們可以找到（非微擾的）精確解。對於雙態系統，只有兩個能級 ({\displaystyle n=1,\,2}) 的量子系統，可以很容易的找到答案。而且，很多量子系統，像氨分子，氫分子離子 (Hydrogen molecular ion) ，苯分子等等，都可以用雙態系統模型來分析。但是對於更多能級的系統，找到精確解是非常困難的。我們只好尋找微擾解。我們可以用積分式來表達幅度：
{\displaystyle c_{n}(t)=c_{n}(0)+{\frac {-i}{\hbar }}\sum _{k}\int _{0}^{t}dt'\;\langle n|V(t')|k\rangle \,c_{k}(t')\,e^{-i(E_{k}-E_{n})t'/\hbar }} 。
重覆的將 {\displaystyle c_{n}(t)} 的表達式代入這公式的右手邊，可以得到一個迭代解：
{\displaystyle c_{n}(t)=c_{n}^{(0)}+c_{n}^{(1)}+c_{n}^{(2)}+\cdots } ；
其中，舉例而言，一階項目是
{\displaystyle c_{n}^{(1)}(t)={\frac {-i}{\hbar }}\sum _{k}\int _{0}^{t}dt'\;\langle n|V(t')|k\rangle \,c_{k}(0)\,e^{-i(E_{k}-E_{n})t'/\hbar }} 。
應用含時微擾理論，可以得到更多進一步的結果，像費米黃金律 (Fermi's golden rule) 或戴森級數 (Dyson series) 。費米黃金律計算，因為含時微擾，從某個能量本徵態發射至另外一個能量本徵態的躍遷率。通過應用上述迭代法於時間演化算符，可以得到戴森級數。這是費曼圖方法的起點之一。

## 參閱
- 雙態系統
- 吸收
- 自發射 (spontaneous emission)
- 受激發射  (stimulated emission)
- 拉比問題 (Rabi problem)

## 外部連結
- 圣地牙哥加州大学物理系量子力学視聽教學：含時微擾理論